# 155丁目駅 (INDコンコース線)
155丁目駅（155ちょうめえき、英語: 155th Street）もしくは155丁目-8番街駅（155ちょうめ-8ばんがいえき、英語: 155th Street–Eighth Avenue）はニューヨーク市地下鉄INDコンコース線の駅である。マンハッタン区ハーレムとワシントンハイツに掛かる西155丁目とフレデリック・ダグラス・ブールバードの交差点付近、ポロ・グラウンズ・タワーズの地下に位置し、B系統がラッシュ時のみ、D系統がラッシュ時に混雑方向へ向かう列車以外の全ての列車が停車する。

## 駅構造
| G          | 地上階                     | 出入口 |
| M          | 改札階                     | 改札口、駅員詰所、メトロカード自動券売機                                                                                                   |
| P ホーム階 | 相対式ホーム、右側扉が開く | 相対式ホーム、右側扉が開く |
| P ホーム階 | 北行緩行線                 | ← ラッシュ時のみ：ベッドフォード・パーク・ブールバード駅行き（161丁目駅） ← ラッシュ時以外：ノーウッド-205丁目駅行き（161丁目駅）          |
| P ホーム階 | 急行線                     | ← ラッシュ時混雑方向：通過 → |
| P ホーム階 | 南行緩行線                 | → ラッシュ時のみ：ブライトン・ビーチ駅行き（145丁目駅）→ ラッシュ時以外：コニー・アイランド-スティルウェル・アベニュー駅行き（145丁目駅）→ |
| P ホーム階 | 相対式ホーム、右側扉が開く | |

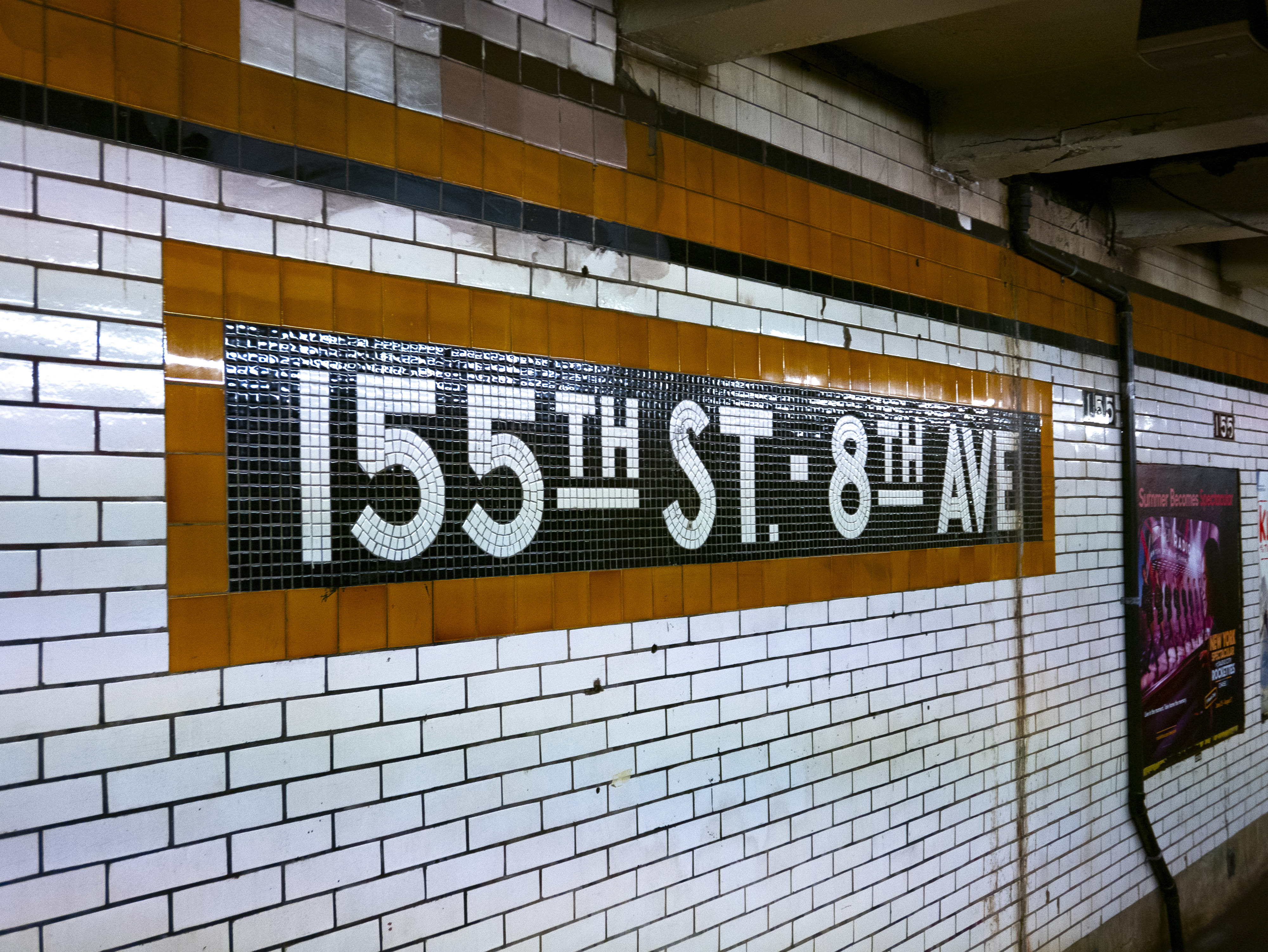
駅名標

当駅は緩行線2線と急行線1線、相対式ホーム2面を有した2面3線の地下駅として1933年7月1日に開業した。中央の急行線にホームは無く、ラッシュ時に混雑方向へ向かう急行D系統が通過する。各ホーム壁面は白のタイルが張られているが、上部には黒とオレンジの横線が入っており、その下に黒地に白で「155」と書かれた小さな標がある。また、黒地に白のサンセリフ体で「155TH ST. – 8TH AVE.」と書かれた駅名標があるほか、両ホーム上に等間隔に立っている黄色の柱にはニューヨーク市地下鉄表情の白地に黒で「155 Street」と書かれた駅名標が掲げられている。
この駅にはかつてアメリカの旧ニューヨーク・ジャイアンツの本拠地であったポロ・グラウンズが隣接して立地しており、1958年にサンフランシスコに球場が移転する前はこの球場の二階へと階段が続いていたため出入口の階段が不自然に広くなっている。なお、同球場は1964年に解体されている。
駅のブルックリン方面ホームの南端には放棄された塔がある。これは現在は廃止されたIRT9番街線と同路線を運行していたポロ・グラウンズ・シャトルがかつて使用していた物である。
当駅はマンハッタン区内で唯一INDコンコース線のみが運行している駅であり、北へ向かうとコンコーストンネルでハーレム川を潜り抜けてブロンクス区に入り161丁目-ヤンキー・スタジアム駅に、南へ向かうとマンハッタン区内であるがIND8番街線との乗換駅でコンコース線の終点駅である145丁目駅に入る。なお、当路線から南へ向かう列車は全て145丁目駅からIND8番街線に乗り入れる。

### 出入口

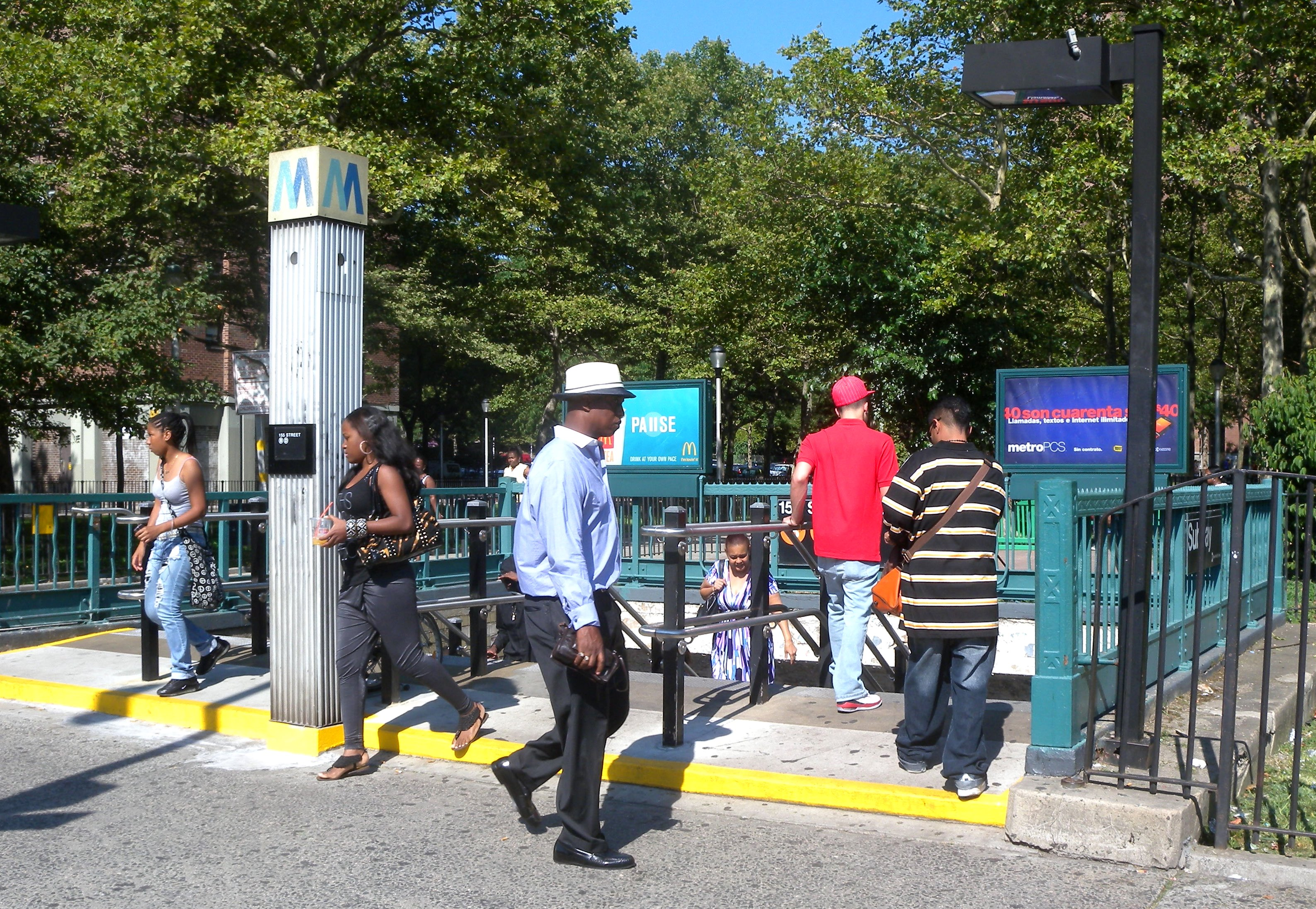
入口

当駅には駅の端から端まで改札階が繋がっているが、中央から西側に掛けては閉鎖されていて東端のみが使用されており、ホームへは6つの階段が接続している。このほか、南行ホームには閉鎖された階段が4つあり、北行ホームには5つある。改札口は駅東端に1ヶ所のみ存在し、回転式改札機や退場専用の改札機、きっぷ売り場があり地上への階段が1つだけある。
- 階段1つ、ポロ・グラウンズ・タワーズ内、フレデリック・ダグラス・ブールバード西側[2]。